# Sportfreunde Niederwenigern
Sportfreunde Niederwenigern (offiziell: Sportfreunde Niederwenigern 1924 e. V.) ist ein Sportverein aus dem Hattinger Stadtteil Niederwenigern im Ennepe-Ruhr-Kreis. Die Fußballmannschaft der Männer spielte von 2019 bis 2022 sowie in der Saison 2024/25 in der Oberliga Niederrhein.

## Geschichte
Der Verein wurde im Jahre 1924 gegründet. Im Gegensatz zu den meisten Vereinen aus Hattingen gehören die Sportfreunde Niederwenigern dem Fußballverband Niederrhein und nicht dem Fußball- und Leichtathletik-Verband Westfalen an. Neben Fußball bietet der Verein noch die Sportarten Volleyball, Badminton sowie Body & Soul an.
Nach vielen Jahren in unteren Spielklassen gelang im Jahre 2011 der erstmalige Aufstieg in die Landesliga Niederrhein. Vier Jahre später sicherten sich die Sportfreunde erst in einer Entscheidungsspielrunde den Klassenerhalt. Am letzten Spieltag sicherte ein 6:1 gegen Grün-Weiß Wuppertal den Ligaverbleib. 2018 wurde die Mannschaft Dritter der Landesligastaffel 2 und hatte in Entscheidungsspielen gegen den SC Union Nettetal die Chance zum Aufstieg in die Oberliga Niederrhein. Hin- und Rückspiel endeten jeweils mit 1:0 für den jeweiligen Gastgeber, bevor sich die Nettetaler im Elfmeterschießen durchsetzten. Ein Jahr später wurden die Sportfreunde Vizemeister hinter dem FC Kray und stiegen in die Oberliga auf. Hier hielt sich die Mannschaft für zwei Jahre, bevor es 2022 wieder runter in die Landesliga ging. Dort verpassten die Sportfreunde in der Saison 2022/23 als Vizemeister hinter Adler Union Frintrop den direkten Wiederaufstieg. Ein Jahr später wurde das Team dann Meister und kehrte in die Oberliga zurück. Jedoch folgte bereits in der folgenden Saison 2024/25 der erneute Abstieg.

## Stadion
Heimspielstätte ist seit 1962 der Glück-Auf-Sportplatz, der sich oberhalb der stillgelegten Zeche Neuglück befindet. Dadurch kam es im Jahre 1967 während eines Spiels zu einem Tagesbruch. Im Jahre 2009 wurde die Anlage komplett renoviert und ein Kunstrasen verlegt.

## Persönlichkeiten
- Henrik Gulden
- Luke Hemmerich
- Frederik Lach
- Jürgen Margref